# J’ai cherché

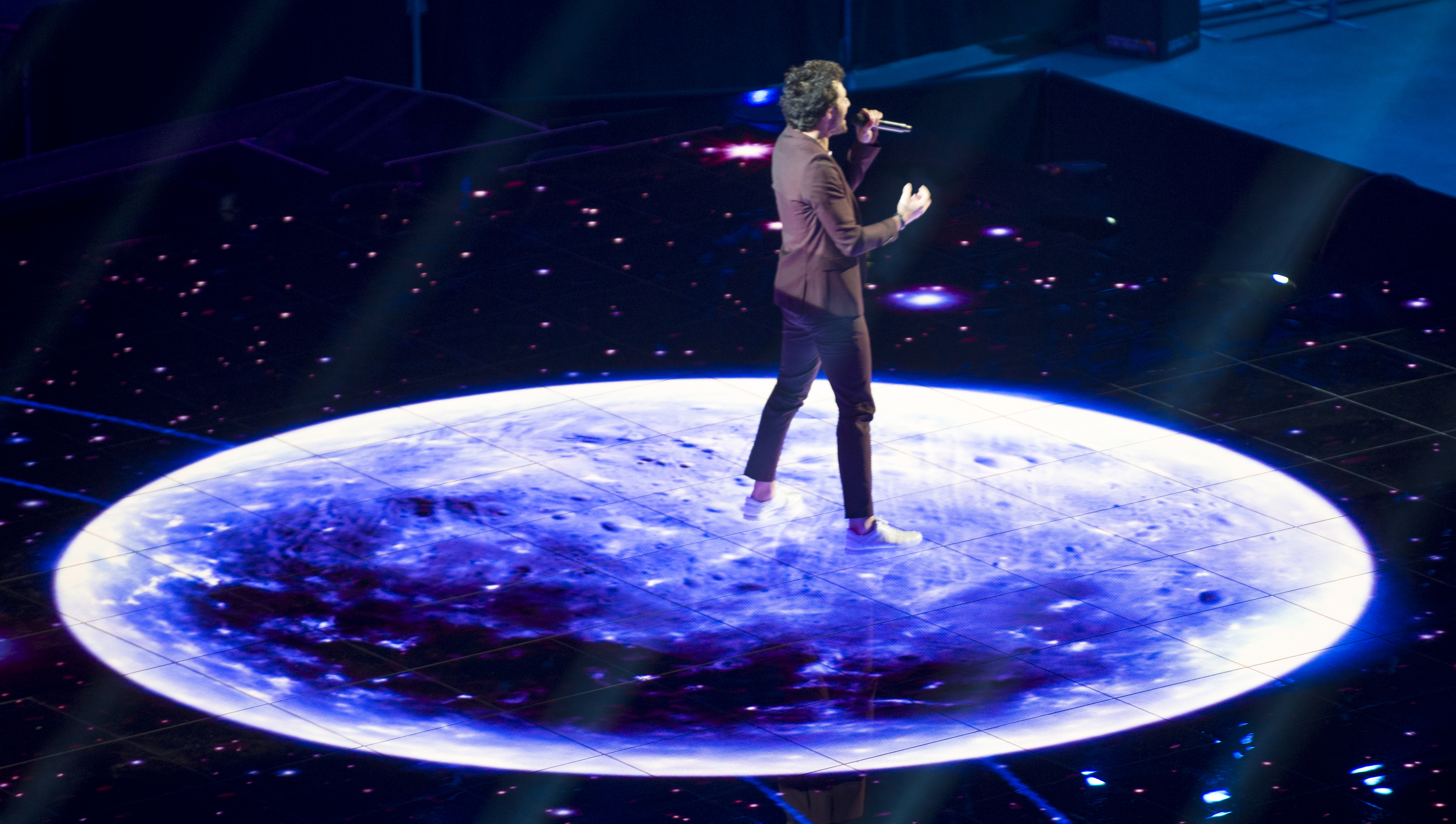
Amir podczas występu w 61. Konkursu Piosenki Eurowizji

J’ai cherché – singel francuskiego wokalisty Amira, ukazał się 15 stycznia 2016 roku nakładem wytwórni Sash Productions. Autorami tekstu utworu są Amir Haddad, Johan Errami oraz Nazim Khaled. Jest to drugi singel z wydanego 29 kwietnia 2016 roku albumu Amira Au cœur de moi. Pod koniec lutego 2016 roku telewizja France 2 ogłosiła, że Haddad będzie reprezentował Francję z tym utworem w 61. Konkursie Piosenki Eurowizji organizowanym w Sztokholmie. 3 marca 2016 roku ukazał się teledysk promujący singel.
Przed samym konkursem utwór był uważany za jednego z głównych faworytów do wygrania. Zajął ostatecznie 6. miejsce z 257 punktami na koncie.

## Lista utworów
Digital download
1. „J’ai cherché”  – 3:32

## Notowania
| Lista przebojów (2016)           | Najwyższa pozycja |
| -------------------------------- | ----------------- |
| Austria (Ö3 Austria Top 40)      | 58                |
| Belgia (Ultratop Flandria)       | 5                 |
| Belgia (Ultratop Walonia)        | 11                |
| Francja (SNEP)                   | 2                 |
| Hiszpania (PROMUSICAE)           | 33                |
| Holandia (Single Top 100)        | 107               |
| Niemcy (Media Control Charts)    | 80                |
| Rosja (Tophit)                   | 26                |
| Szwajcaria (Schweizer Hitparade) | 59                |
| Szwecja (Sverigetopplistan)      | 45                |